# Kasongo Bukasa
Belux Kasongo Bukasa (* 13. August 1979) ist ein ehemaliger Fußballspieler aus der Demokratischen Republik Kongo.

## Karriere
Kasongo Bukasa stand bis Ende 2001 beim kongolesischen Verein AS Vita Club Kinshasa unter Vertrag. 2002 ging er nach Russland, wo er für den Zweitligisten SKA Rostow am Don in Rostow am Don auf dem Platz stand. 2003 kehrte er zu seinem ehemaligen Verein AS Vita Club zurück. Mitte 2003 wechselte er in die südafrikanische Premier Soccer League zu Ajax Cape Town, von dem er an die Ligakonkurrenten Platinum Stars weiterverliehen wurde, 2006 wechselte er von dort zum Ligakonkurrenten AmaZulu Durban. Im Juli 2013 wechselte er nach Asien. Hier unterschrieb er in Thailand einen Vertrag beim BEC Tero Sasana FC. Mit dem Verein spielte er in der ersten Liga, der Thai Premier League. Für BEC stand er 38-mal auf dem Spielfeld. Ende 2014 beendete er seine Karriere als Fußballspieler.

## Erfolge
BEC Tero Sasana FC
- Thai League Cup: 2014